# Standardverk
Standardverk är ett större (vetenskapligt) bokverk som är av grundläggande natur och ofta används som referens- eller kurslitteratur inom sitt ämnesområde under en längre period. I musik är standardverk ett musikstycke som tillhör en standardrepertoar.